# Ichneumon strigosus
Ichneumon strigosus är en stekelart som beskrevs av Gmelin 1790. Ichneumon strigosus ingår i släktet Ichneumon och familjen brokparasitsteklar. Inga underarter finns listade i Catalogue of Life.